# Aboriginal Provisional Government
Das Aboriginal Provisional Government (APG) ist eine am 16. Juli 1990 in Australien gegründete Organisation, die das Ziel verfolgt, eine eigene Regierung und einen eigenen Staat der Aborigines zu schaffen. Um die Errichtung dieses Staates vorzubereiten, wurde die Organisationsform einer provisorischen Regierung gewählt.

## Gründung
Die Gründer der APG (Bob Weatherall, Geoff Clarke, Josie Crawshaw, Michael Mansell, Kathy Craigie und weitere Delegierte aus allen Bundesländern Australiens) gehen davon aus, dass die bisherigen Programme für Aborigines hinsichtlich Gesundheitsversorgung, Hilfen für Ernährung und allgemeiner Versorgung, Ausbildung, Unterkunft und bei Problemen mit Gesetzesverstößen nicht das grundsätzliche Problem lösen, dass die Aborigines ihr eigenes Recht benötigen. Sie meinen, dass bis ins Jahr 1967 die Aborigines als menschliche Wesen nicht anerkannt waren, sie konnten bis zu diesem Zeitpunkt nicht wählen und es gab lediglich vereinzelte Sprecher der Aborigines. In der Zeit von 1967 bis 1976 gab es einen bedeutsamen Wechsel, denn in jedem Bundesland gab es nun Aboriginal Legal Services und 1976 wurden die Landrechte des Northern Territory durch das Bundesparlament anerkannt, die National Aboriginal Conference (NAC) wurde gegründet und dies gab den Aborigines erstmals ihrer Meinung nach eine wirksame Stimme.

## Voraussetzungen
Die APG nennt vier Voraussetzungen, warum es möglich ist, eine eigene Regierung und Staat zu bilden:
- Es gibt ein eigenes Aboriginesrecht, das nicht mehr von den Weißen bestimmt wird, denn auch das Recht, das die Weißen den Aborigines gaben, wird von den Weißen derart definiert, dass es sich im Zeitverlauf wieder in das Recht der Weißen zurückverwandelt.
- Die Aborigines sind keine Minderheit in der weißen Gesellschaft, sondern sind eine eigene Gesellschaft und können über ihre Angelegenheiten selbst entscheiden.
- Da die Aborigines über lange Zeiträume ihre Gemeinschaft erhalten haben, sind die Gemeinschaften der Aborigines in der Lage eigene Organisationen zu führen.
- Es gibt keinen Grund der dagegen spricht, dass die Aborigines ihr eigenes Staatssystem aufbauen. Hierfür benötigen sie lediglich eine Organisation, die Aboriginal Government.[1]

## Planung

### Staatsgründung
Die APG beabsichtigt in ihren programmatischen Aussagen unmissverständlich einen eigenen Staat der Aborigines zu gründen:
Let it be clearly understood: the Aboriginal Provisional Government wants an Aboriginal state to be established, with all of the essential control being vested back into Aboriginal communities. The land involved would essentially be crown land but in addition there would be some land which would be needed by the Aboriginal community other than crown land.
(Wir sagen eindeutig: Die Aboriginal Provisional Regierung will einen Staat der Aborigines etablieren, ausgestattet mit allen wesentlichen Kontrollinstrumenten, die die Aborigines-Gemeinschaft benötigt. Unser Land wird im Wesentlichen aus Kronland bestehen, aber es kann sein, dass wir weiteres Land für die Aborigines-Gemeinschaft benötigen, das kein Kronland ist.)

### Rechtsauffassung
Das Recht der Weißen hat in dem neuen Staat hat nur dann Gültigkeit, wenn die Aborigines zustimmen:
The laws of the white man would not apply unless the Aboriginal communities wanted it. There would be no right of the police to come onto Aboriginal land unless it was by agreement with the Aboriginal community. In exchange for Aboriginal people giving up to perhaps half of the country to white Australians, there would need to be a compensation package.
(Das Recht des weißen Mannes wird nur dann gelten, wenn die Aborigines dies wünschen. Es wird kein Recht geben, dass die Polizei in das Aboriginesland kommt, es sei denn, es gibt eine Vereinbarung mit der Aborigines-Gemeinschaft. Im Austausch mit dem Volk der Aborigines wird vielleicht die Hälfte des Landes an die weißen Australiern übergeben und es würde eine Kompensation zu vereinbaren sein.)

## Wege zur Staatsgründung
Um einen eigenen Staat zu gründen, sollen die Aborigines
- Informationsveranstaltungen organisieren und sich als Teil der kommenden Aborigines-Regierung begreifen
- ihre Ideen verbreiten und sich konstruktiv mit anderen Vorstellungen auseinandersetzen
- Abgaben auf einer realistischen zu bestimmenden Basis an die APG leisten
- von den Weißen Zahlungen für das okkupierte Land auf Rentenbasis erhalten, die den finanziellen Möglichkeiten der Landbesitzer entspricht.[1]